# Mastigodiaptomus montezumae
Mastigodiaptomus montezumae é uma espécie de crustáceo da família Diaptomidae.
É endémica do México.